# Blastodisc
De blastodisc of kiemvlek is bij een zygote een klein schijfje, dooiervrij cytoplasma met daarin de celkern. Het ligt aan de dierlijke (animale) pool) en komt voor bij organismen, die eieren met heel veel dooier hebben, zoals reptielen, vogels, vissen en cloacadieren. Na een aantal meroblastische discoidale klievingen wordt op de dierlijke pool via een morula een schijfvormige of sterro-blastula gevormd.

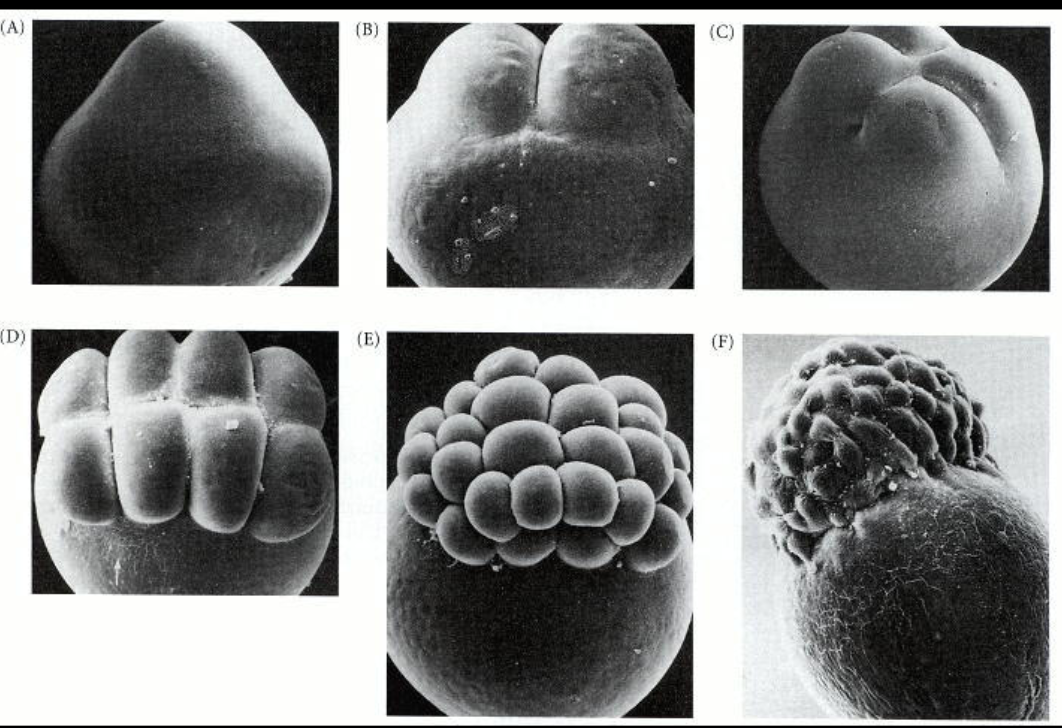
Klievingsstadia bij zebravis. (A) 1-cellig embryo. Bovenop het cytoplasma is het blastodisc-gebied. (B) 2-cellig embryo. (C) 4-cellig embryo. (D) 8-cellig embryo, waarbij twee rijen van vier cellen worden gevormd. (E) 32-cellig embryo. (F) 64-cellig embryo.
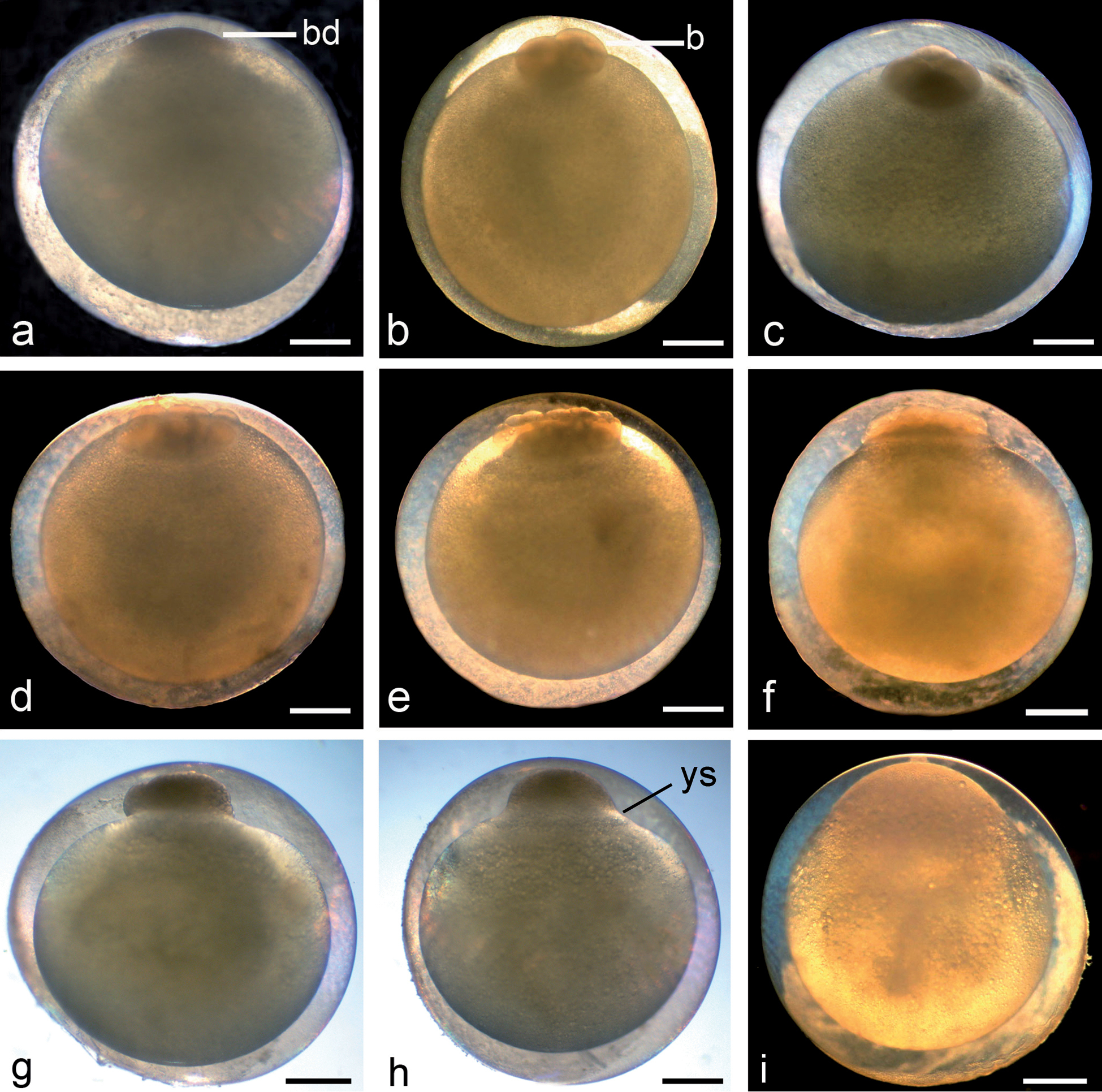
Klieving bij Aziatische mesvis en sterroblastula-vorming. (a) Fase 1: één cel (zygote) met vorming van blastodisc (bd), 1 uur: 10 minuten; (b) Fase 2: twee blastomeren (b), om 2.00 uur; (c) Fase 3: vier cellen, 2 uur: 20 minuten; (d) Fase 4: acht cellen, 2 uur: 42 minuten; (e) Fase 5: vroege morula met 16 cellen, 3 uur: 45 minuten; (f) Fase 6: asynchrone blastomeren tot circa 32 cellen, 4 uur: 30 minuten; (g) Fase 7: blastula met compacte knopachtige blastodisc, 6 uur: 25 minuten; (h) Fase 8: platte blastula met uitzettende dooierzak syncytium (ys), ronde top van het blastoderm op de bovenkant van de dooier, 7:40; (i) Stadium 9: late blastula, het oppervlak van blastoderm lijkt glad en bedekt een deel van de dooier, maar de cellen zijn nog steeds duidelijk te onderscheiden, 8 uur: 35 minuten. Schaalbalk = 1 mm.
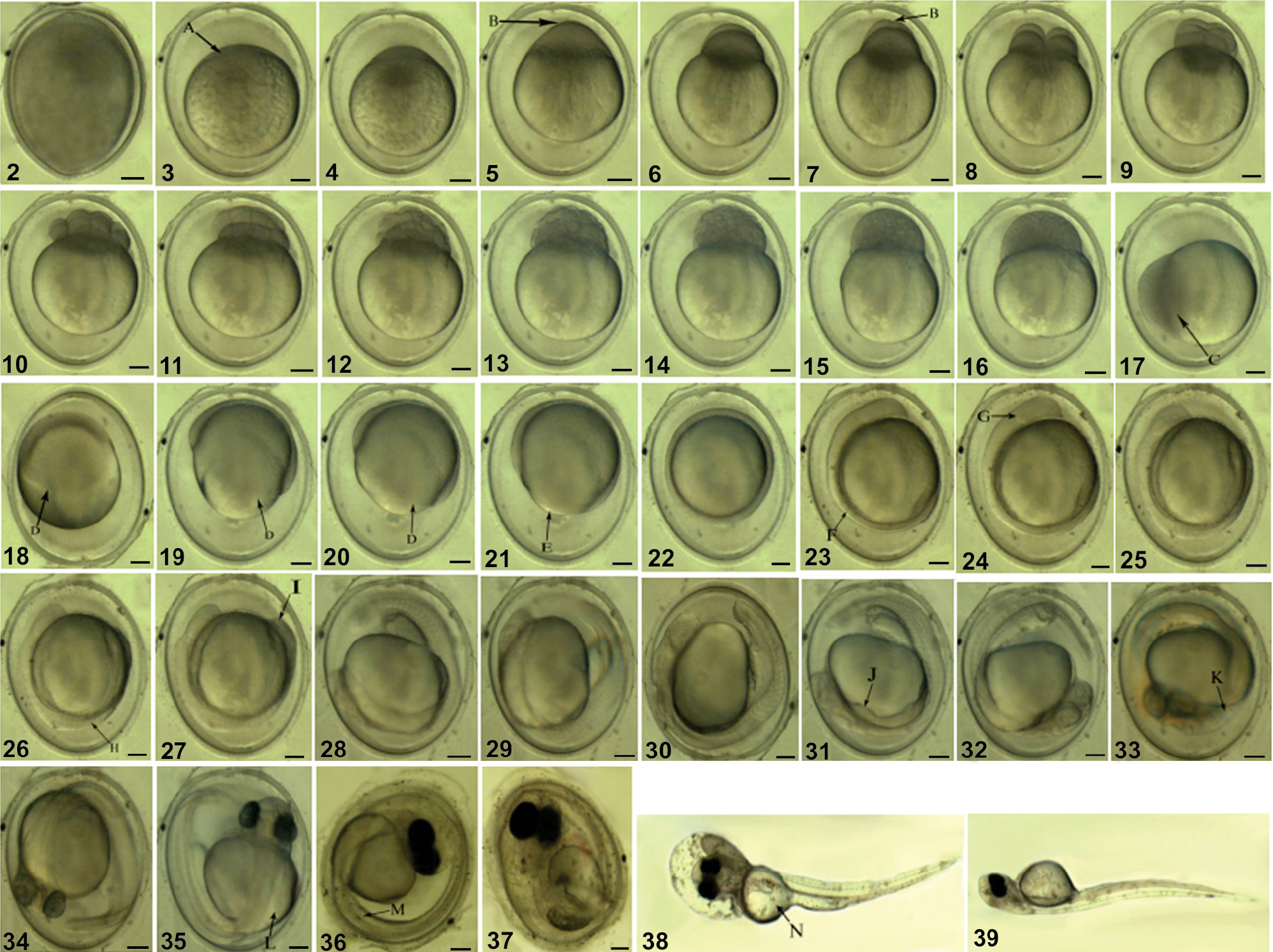
Embryonale ontwikkeling van Pseudorasbora parva: (2) Bevrucht ei; (3) Het volledig gezwollen ei (A, blastoderm); (4) Blastodiscvorming; (5) De eerste klievingsgroef (B, klievingsgroef); (6) 2-celfase; (7) De tweede klievingsgroef (B, klievingsgroef); (8) 4-celfase; (9) fase met 8 cellen; (10) fase met 16 cellen; (11) fase met 32 cellen; (12) fase met 64 cellen; (13) Cellulousfase; (14) Morula-fase; (15) Vroege blastulafase; (16) Middenblastulafase; (17) Late blastulafase (C, epibolycellen); (18) Vroege gastrulafase (D, kiemring); (19) Middengastrulafase (D, kiemring); (20) Late gastrulafase (D, kiemring); (21) Neurale embryovorming (E, blastoporus); (22) Blastoporus gesloten fase; (23) Somiet-uiterlijk (F, somiet); (24) Uiterlijk van vesicula optica (G, vesicula optica); (25) Uiterlijk van de optische capsule; (26) Notochord-uiterlijk (H, chorda dorsalis); (27) Uiterlijk van de staartknop (I, staartknop); (28) Uiterlijk van de vesicae oticae; (29) Vorming van kristallijne lenzen; (30) Spierfunctiefase; (31) Uiterlijk van de hartknop (J, hartknop); (32) Hartslagfase; (33) Otoliet-uiterlijk (K, otoliet); (34) Uiterlijk van oogpigment; (35) Uiterlijk van de borstvinknop (L, borstvinknop); (36) Uiterlijk van lichaamspigment (M, lichaamspigment); (37) Profase van uitkomen; (38) Uitkomstfase (N, dooierzak); (39) Pas uitgekomen larve. Schaalbalken: 2–37 = 0,2 mm, 38–39 = 0,5 mm.
Kippenei. 1. kalkschaal 2. schaalvlies 3. binnenste schaalvlies 4. hagelsnoer 5. buitenste eiwit 6. middelste eiwit 7. dooiervlies
8. dooier
9. kiemvlek (of vormingsdooier)
10. donkere eigeel
11. klare eigeel
12. binnenste eiwit 
13. hagelsnoer
14. luchtkamer
15. cuticula